# Diego López Rodríguez
Diego López Rodríguez (Paradela, Lugo, 3 de noviembre de 1981), conocido deportivamente como Diego López, es un exfutbolista español que jugaba de portero. Actualmente se desempeña como entrenador de porteros del Real Madrid Castilla C. F. de la Primera Federación.

## Trayectoria

### Inicios
Se formó en la cantera del Club Deportivo Lugo, entidad a la que perteneció desde 1994 hasta 2000. Durante la temporada 2000-01 fue el guardameta titular del segundo filial blanco, el Real Madrid C, en Tercera División.
La siguiente temporada fue cedido a la Agrupación Deportiva Alcorcón de Segunda División B, donde fue suplente. Regresó al Real Madrid C la campaña 2002-03 y luego pasó dos años en el Real Madrid B. En el primero apenas dispuso de minutos, pero la temporada 2004-05 jugó 32 encuentros y consiguió el ascenso a Segunda División. Esa misma campaña llegó su primera convocatoria con el primer equipo, pero sin debutar en partido oficial.

### Primera etapa en el Real Madrid
Al año siguiente dio el salto definitivo al primer equipo y se convirtió en el segundo guardameta de la plantilla, por detrás de Iker Casillas. Esa misma campaña disputó dos encuentros en Primera División. En su debut en la máxima categoría, el 30 de abril de 2006, logró mantener imbatida su portería en la visita en Pamplona ante el CA Osasuna. También debutó en la Liga de Campeones de la UEFA, ante el Olympiakós FC.
La temporada 2006-07 fue nuevamente suplente de Casillas. No tuvo minutos en el campeonato liguero —que terminó con victoria madridista— pero fue titular en los partidos de la Copa del Rey.

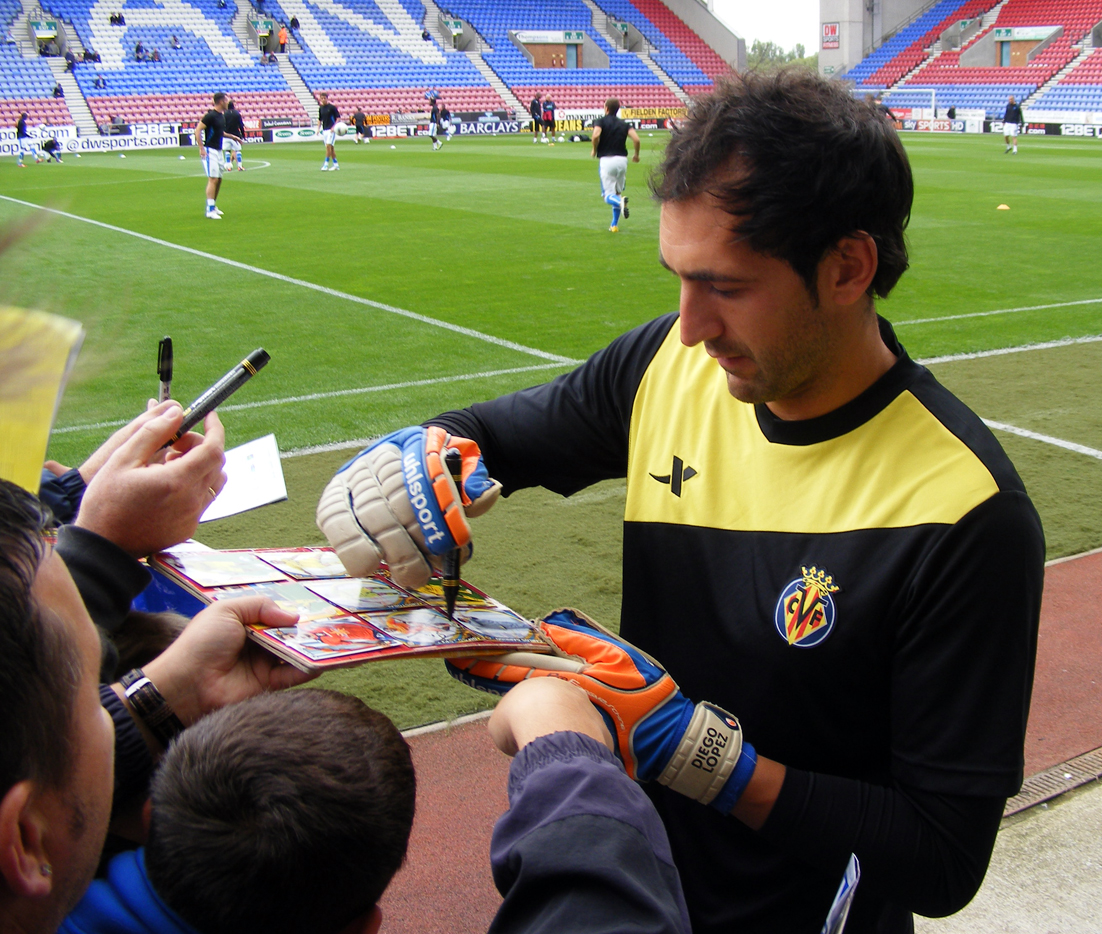
Diego López firmando un autógrafo en la pretemporada de 2011

### Villarreal C. F.
En el verano de 2007 el Villarreal C. F. pagó seis millones de euros por su fichaje, siendo la segunda incorporación más cara de la historia de un canterano blanco, solo por detrás de los siete millones que pagaron el R. C. D. Mallorca por Samuel Eto'o y el Real Betis por Alfonso. Empezó la temporada 2007-08 como suplente de Sebastián Viera, aunque finalmente logró desplazarlo de la titularidad. Con el Villarreal obtuvo un histórico subcampeonato liguero y fue portero revelación del campeonato español a juicio de la UEFA.
La temporada 2008-09 lo consolidó como guardameta titular del Submarino Amarillo y se convirtió en uno de los porteros más destacados de fútbol español, hecho que le abrió las puertas de la selección española, amén de la gallega.

### Sevilla F. C.
El 22 de mayo de 2012, tras el descenso del Villarreal a Segunda, el Sevilla Fútbol Club confirmó el fichaje de Diego López por 3 millones de euros. En el equipo hispalense Diego López fue suplente de Andrés Palop convirtiéndose en el tercer portero del Sevilla. Tras la marcha del primer portero Javier Varas, Diego López pasó a ser segundo portero del equipo hispalense.

### Segunda etapa en el Real Madrid

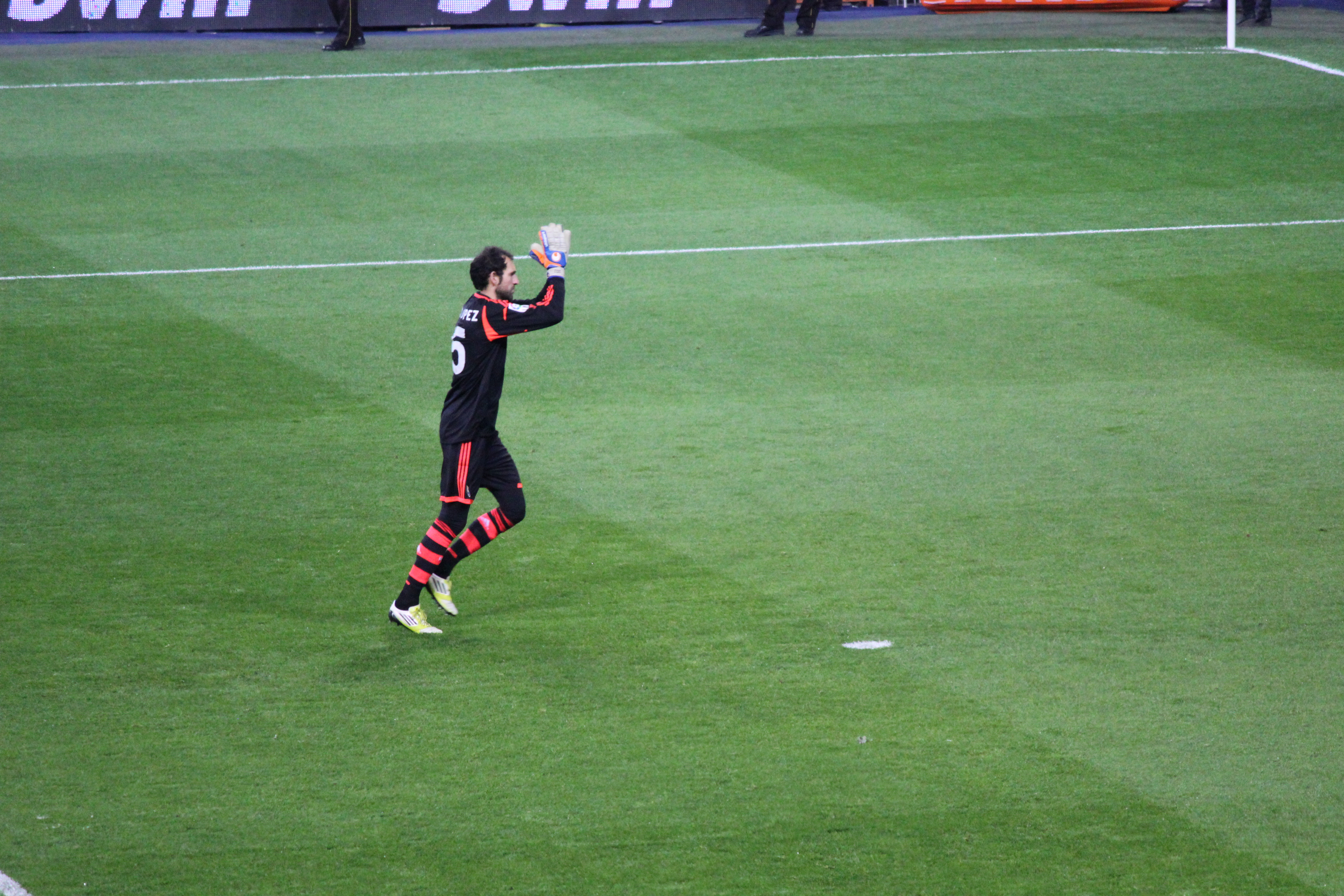
Diego López en un partido liguero frente al Sevilla en 2013 con la camiseta del Real Madrid

El 25 de enero de 2013 se confirma su regreso al Real Madrid tras la lesión del guardameta madridista Iker Casillas sufrida dos días antes en un partido frente al Valencia C. F. en los cuartos de final de la Copa del Rey. El fichaje tuvo un coste de 3,5 millones de euros, y se lo firmó hasta 2017. Al día siguiente entró en la convocatoria del Real Madrid del partido liguero contra el Getafe, sin llegar a jugar. Después de la temporada 2012-13 con el cambio de entrenador (tras la salida de José Mourinho) siguió en el club y con la llegada de Carlo Ancelotti siguió como titular en el Real Madrid en La Liga, puesto ocupado por Iker Casillas en la Liga de Campeones y la Copa del Rey. Poco más de un año después, nuevamente frente al Getafe (esta vez con él en el campo de juego) llega a los 50 partidos con el Real Madrid desde su vuelta al equipo, en dicha cantidad jugó 40 partidos en La Liga (todos de titular y todos menos la última fecha de la liga 2012-13 desde que volvió), 3 por la Copa del Rey 2012-13 y 7 por la Liga de Campeones (6 como titular en la temporada 2012-13 y 1 como suplente en la 2013-14) con un saldo de 49 partidos como titular de 50. El 5 de abril de 2014 supera los 50 partidos en La Liga con el Real Madrid sumando los 2 partidos que jugó en su primera etapa más los 48 jugados disputados hasta ese momento.

### A. C. Milan
En junio de 2014, debido al fichaje de Keylor Navas, el Real Madrid decide traspasar a uno de sus tres porteros en ficha, Diego López. El A. C. Milan se interesó en sus servicios, debido a la edad de su portero Abbiati, quien tenía 36 años, y la poca confianza en Agazzi. Debutó oficialmente contra la Lazio en la primera jornada de la Serie A, ganando el Milan por 3-1, en la que tuvo buenas intervenciones que culminaron con un penalti que detuvo a Antonio Candreva. Jugó todas las competiciones en las que el Milan estaba inscrito, y el conjunto rossonero terminó la temporada en el décimo puesto de la Serie A, lejos de los puestos europeos. 
Al final de la temporada, el Milan contrató al entrenador Sinisa Mihajlovic. A pesar de su poca confianza en el jugador, no pudieron llegar a un acuerdo con ningún club interesado por Diego López, por lo que permaneció en el equipo y debutó primero en el partido de segunda fase de la Coppa Italia contra el Perugia, que terminó en victoria 2-0, y en la Serie A en la derrota 2-0 ante la Fiorentina. Aquella temporada, el Milan obtuvo un sexto puesto en la Serie A, y para entonces ya había perdido la titularidad en octubre ante el jovencísimo Gianluigi Donnarumma, de 16 años.

### R. C. D. Espanyol
En agosto de 2016, en los últimos días de traspasos, se acuerda una cesión con opción de compra por cinco millones de euros al R. C. D. Espanyol. Se lo presentó el 1 de septiembre, y debutó el 10 del mismo mes contra la Real Sociedad en el empate 1-1.
En el minuto 54 de la jornada 15 de la temporada 2016-17 se convirtió en el portero que había mantenido su portería imbatido durante más tiempo en la historia del club perico, superando a Kameni.
En la temporada 2019-20, disputó con su equipo la Liga Europa, en cuya fase de grupos el R. C. D. Espanyol quedó en primera posición. Diego López disputó cinco de los seis encuentros, y se destacó en los partido ante el CSKA de Moscú y Ferencváros, ante los que hizo paradas de mérito. De hecho, el único partido que no disputó se saldó con derrota para los pericos. 
Tras seis temporadas en las que disputó 213 partidos, se marchó en junio de 2022 una vez finalizó su contrato. En su despedida aseguró que seguiría jugando y que le hubiera gustado continuar.

### Rayo Vallecano
El 2 de julio el Rayo Vallecano anunció su fichaje para la temporada 2022-23. Disputó cinco encuentros, tres en la Copa del Rey y dos en la competición liguera, y en el último de ellos se convirtió, con 41 años y 213 días, en el portero más veterano en jugar un partido en la Primera División. Fueron los minutos finales de su carrera antes de anunciar su retirada en diciembre de 2023.

## Selección nacional
El 20 de marzo de 2009, el seleccionador nacional español, Vicente del Bosque, le convocó por primera vez para jugar dos partidos contra Turquía correspondientes a la clasificación para la Copa Mundial de Fútbol de 2010. Asimismo estuvo entre los 23 elegidos para disputar la Copa FIFA Confederaciones 2009 en Sudáfrica.
El 12 de agosto de 2009 debutó con la selección española frente a un amistoso contra Macedonia, sustituyendo a Pepe Reina, ganando España 2-3.

### Participaciones en Copa Confederaciones
| Copa                      | Sede      | Resultado    | Partidos | Goles |
| ------------------------- | --------- | ------------ | -------- | ----- |
| Copa Confederaciones 2009 | Sudáfrica | Tercer lugar | 0        | 0     |

## Clubes
| Club                  | País   | Año       |
| --------------------- | ------ | --------- |
| C. D. Lugo            | España | 1998-2000 |
| Real Madrid C. F. "C" | España | 2000-2003 |
| → A. D. Alcorcón      | España | 2001-2002 |
| Real Madrid C. F. "B" | España | 2003-2005 |
| Real Madrid C. F.     | España | 2005-2007 |
| Villarreal C. F.      | España | 2007-2012 |
| Sevilla F. C.         | España | 2012-2013 |
| Real Madrid C. F.     | España | 2013-2014 |
| A. C. Milan           | Italia | 2014-2016 |
| R. C. D. Espanyol     | España | 2016-2022 |
| Rayo Vallecano        | España | 2022-2023 |

## Palmarés

### Campeonatos nacionales
| Título             | Club              | País   | Año  |
| ------------------ | ----------------- | ------ | ---- |
| Campeonato de Liga | Real Madrid C. F. | España | 2007 |
| Copa del Rey       | Real Madrid C. F. | España | 2014 |
| Segunda División   | R. C. D. Espanyol | España | 2021 |

### Campeonatos internacionales
| Título            | Club              | Sede   | Año  |
| ----------------- | ----------------- | ------ | ---- |
| Liga de Campeones | Real Madrid C. F. | Lisboa | 2014 |

### Distinciones individuales
| Distinción                       | Año               |
| -------------------------------- | ----------------- |
| Jugador del mes de La Liga       | Noviembre de 2016 |
| Trofeo Zamora (Segunda División) | 2021              |